# NGC 119
NGC 119는 봉황새자리 방향에 있는 렌즈형 은하이다.

## 같이 보기
- 신판일반목록 천체 목록